# Nocedas
Nocedas (llamada oficialmente Santo Estevo das Nocedas) es una parroquia española del municipio de Monforte de Lemos, en la provincia de Lugo, Galicia.

## Otras denominaciones
La parroquia también es conocida por los nombres de San Estebo das Nocedas y San Estevo de Nocedas.

## Límites
Limita al norte con Monforte de Lemos, al este con Monte y Penela, al sur con Guntín y al oeste con Gullade.

## Organización territorial
La parroquia está formada por diez entidades de población:
- As Pedras
- Bacorelle
- Barreiro (O Barreiro)
- Campo (O Campo)
- Cereixás (As Cereixás)
- Fonte (A Fonte)
- Igrexa (A Igrexa)
- O Mato
- Paciocova
- Sobrado (O Sobrado)
- Val (O Val)
- Vila (A Vila)

## Demografía
| Gráfica de evolución demográfica de Nocedas entre 2000 y 2020 |
|                                                               |
| Datos según el nomenclátor publicado por el INE.              |